# 本橋馨
本橋 馨（もとはし かおる、1963年2月18日 - ）は、日本のフリーアナウンサー。元熊本県民テレビのエグゼクティブアナウンサー。愛称は「モッちゃん」。

## 来歴
神奈川県横浜市出身。川口市立川口高等学校、大阪芸術大学卒業。
1986年に熊本県民テレビ（KKT）に入社後、『ズームイン!!朝!』の2代目熊本担当キャスターとなる。その後は長年にわたり、夕方のローカルワイド番組『テレビタミン』を担当。そのほとんどの期間においてメインキャスターを務めていた。2018年4月から2020年3月まで、昼の情報番組『モッちゃんTV』を担当していた。
2022年12月23日放送のテレビタeveryクリスマススペシャルにて重大発表という形でKKT卒業を電撃発表した。番組の企画内容としては「本橋馨　中堅・若手と三番勝負」と題して後輩たちとの勝負を行った。勝負は①クイズ大会（KKT・熊本関連の問題）②料理対決（新人アナと餃子作り対決。KKRホテル熊本から中華料理のシェフが審査員として招待された）③実況対決（フォレストアドベンチャー美里でのアトラクション体験。本橋は高所が苦手なため少しレベルを下げて実況した）で、いずれの対決も勝利した。
2023年2月18日の誕生日で60歳還暦になり同年2月24日にKKTを定年退職した。退職後は熊本でフリーアナウンサーとして活動を続行することを同番組で公表した。同年5月10日には株式会社MYプロデュースを設立した。

## 人物
大阪芸大在学時、「交差点バンド」というフォークデュオを組んで音楽活動をしていた。また、市民劇団での芝居活動もしていた。
自動二輪車運転免許と普通自動車運転免許を取得している。このうち後者は、40歳になってから取得した。会社へはオートバイで通勤している。
読売ジャイアンツのファン。隣県の宮崎県で行われるジャイアンツの春季キャンプへ何度も取材に訪れ、地方局のアナウンサーとして異例の、（第二次政権時の）長嶋茂雄監督への単独インタビューも行った。
過去に担当していた『テレビタミン』では、中継先から持ち帰ってきてもらった周富徳手製のチャーハンに舌鼓を打っている最中に突然噎せてしまい、咳き込んでいるうちに番組が終了。挙句に、その後もずっと咳き込んでいた。その模様は、日本テレビ系列の特別番組『ニュースの女王決定戦』で放送された。なお同特番では、本橋の名前はテロップ表示されなかった。
2008年公開の『次郎長三国志』（角川版）に切られ役で出演している。

## 担当番組
なし

## 過去の担当番組
- ズームイン!!朝! - 中継キャスター[5]
- ニュースプラス1くまもと（1992年4月 - 1997年3月） - キャスター
- テレビタミン（現・てれビタ）（1997年3月31日 - 2018年3月29日） - メインキャスター（左記期間のほとんど）、ニュース担当（2005年4月 - 8月）
- 熊本城と生きてゆく（2018年3月24日） - 取材、ナビゲーター[11]
- モッちゃんTV（2018年4月2日 - 2020年3月28日） - MC
- あなたとKKT
- KKTニュース（随時）